# Helge von Koch
Niels Fabian Helge von Koch (25. ledna 1870 Stockholm – 11. března 1924 Stockholm) byl švédský matematik, podle kterého byla pojmenována Kochova vločka, jedna z prvních popsaných fraktálních křivek.
Narodil se v aristokratické rodině – jeho dědeček (Nils Samuel von Koch, 1801–1881) byl švédským justičním kancléřem, jeho otec (Richert Vogt von Koch, 1838–1913) byl důstojníkem švédské královské jízdní gardy. Helge získal 26. května 1892 na Stockholmské univerzitě doktorát z matematiky za dvě práce týkající se řešení systémů diferenciálních rovnic. V červenci 1911 získal na Stockholmské univerzitě post profesora matematiky.
Dnes je jeho jméno známo hlavně díky po něm pojmenované fraktální křivce, kterou prezentoval v práci Une méthode géométrique élémentaire pour l’étude de certaines questions de la théorie des courbes plane, prezentované v roce 1906. V této práci dokázal, že tato křivka je spojitá, ale nemá v žádném svém bodě tečnu.
Kromě této práce se také věnoval teorii čísel, ve své práci Sur la distribution des nombres premiers z roku 1901 dokázal, že Riemannovu hypotézu lze formulovat jako silnější verzi věty o prvočíslech.